# One Tree Hill
 For alternative betydninger, se One Tree Hill (flertydig). (Se også artikler, som begynder med One Tree Hill)
One Tree Hill er en amerikansk dramaserie med sport som et gennemgående tema. Sportstemaet drejer sig især om basketball, som spilles af de fleste mandlige hovedpersoner i serien. I hovedrollerne er Chad Michael Murray, James Lafferty, Hilarie Burton, Sophia Bush, Bethany Joy Galeotti, Paul Johansson og Moira Kelly. Første sæson startede på The WB 23. september 2003 og blev i Danmark første gang sendt på TV3 30. november 2004. Serien, som er skabt af Mark Schwahn, forsatte på The WB indtil 3. maj 2006, da det blev annonceret at The WB ville fusionere med tv-stationen UPN og danne The CW Television Network. Siden sæson 4 er serien blevet vist på The CW Television Network. Seriens skaber, Mark Schwahn har skrevet under på endnu en sæson, sæson syv, som begynder den 31. august 2009.
Serien handler om de to halvbrødre Lucas og Nathan Scott, og deres liv i den fiktive by "Tree Hill" i North Carolina. I første sæson er halvbrødrene i gang med deres andet år på gymnasiet. Lucas er ikke særlig populær, hvorimod Nathan får masser af opmærksomhed via sin rolle som skolens basketballtalent. Efter træneren Whitey Durham sætter Lucas på holdet, ændrer tingene sig dog – der bliver konkurrence mellem de to brødre, da de begge to har et særligt talent for basketball. Konkurrencen imellem Lucas og Nathan kommer til at involvere mange andre personer, deriblandt Nathans kæreste Peyton Sawyer og hendes bedste veninde Brooke Davis. Også Lucas' bedste veninde Haley James Scott, hans mor Karen Roe, og drengenes fælles far Dan Scott involveres.
Seriens mest populære sæson er den anden sæson, der fik seertallet op på 4,3 millioner. Serien rykkede derved op på nummer 117 på listen over mest sete tv-serier i USA. Til sammenligning lå tv-serien Lost som nummer 14 med et seertal på 16 millioner. Siden seriens populære anden sæson er seertallet dalet med 1,5 millioner. Dette betyder, at seriens sjette sæson havde et seertal på 2,8 millioner, og One Tree Hill rykkede ned som nummer 170 på listen over mest sete tv-serier i USA.

## Format
Serien forløber kronologisk, og der benyttes f.eks. ikke flashback eller -forwards. Til gengæld benyttes voice over meget, oftest i form af citater, som indtales af en af rollerne og afspilles, mens handlingen fortsætter visuelt.
Et afsnit begynder ofte med et resumé, som viser tidligere begivenheder. Disse begivenheder bliver igen taget op i det aktuelle afsnit. Nogle gange er resuméet udeladt, hvis afsnittets længde i forvejen var ved at overskride tidsgrænsen pr. afsnit.
I de første fire sæsoner bliver temasangen enten spillet lige efter resuméet eller efter de første par scener. Når et afsnit indeholder følsomme eller voldelige emner, eller hvis afsnittet er tæt på at overskride den maksimale tidsgrænse, er der ingen åbningsscene, men i stedet vises en sort baggrund med seriens navn One Tree Hill. Siden sæson fem har der ikke været nogen temasang. Sidste afsnit af sæson fem begynder dog med, at sangeren bag seriens temasang, Gavin DeGraw optræder i selskab med James Lucas Scott foran et klaver, hvor de sammen synger temasangen fra de fire foregående sæsoner, "I Don't Want to Be".
One Tree Hill er kendt for sine mange voiceover, enten litteraturcitater, eller når en person tænker over noget. De fleste voiceover er indtalt af Chad Michael Murray (Lucas Scott), men der har dog også været tilfælde, hvor seriens andre personer har indtalt voiceover, deriblandt James Lafferty, Hilarie Burton, Bethany Joy Galeotti og Sophia Bush. Gæstestjernerne Bryan Greenberg og Sheryl Lee har indtalt voiceover i et afsnit hver. Derudover har der været to afsnit, hvor der har været flere forskellige voiceover. Lee Norris, Antwon Tanner og Danneel Harris har også indtalt voiceover.

## Hovedpersoner
Lucas Scott spilles af skuespilleren Chad Michael Murray. Lucas er sønnen som Dan forlod. Dette førte til at Keith blev faderfiguren i hans liv. Han og Nathan er ved seriens begyndelse fjender, men begynder efterhånden at blive gode venner. Lucas' bedste veninde er Haley James, mens han i løbet af serien både får et romantisk forhold til Peyton Sawyer og Brooke Davis. Lucas har en alvorlig hjertesygdom, hypertrofisk cardiomyapati (HCM), som han holder skjult i lang tid. Bortset fra basketball er hans største interesse litteratur, og Lucas' har mange voiceovers i serien hvor han citerer fra de bøger han læser. I sæson 5 er han blevet en succesfuld forfatter og cheftræner for basketballholdet Tree Hill Ravens, som han selv tidligere havde spillet i. Han havde en forhold til sin redaktør, Lindsey Strauss, men hans følelser for hans tidligere store kærlighed Peyton fik Lindsey til at forlade ham ved alteret. I sæsonens afslutning frier han enten til Brooke, Peyton eller Lindsey – det bliver ikke vist hvem.
Nathan Scott spilles af skuespilleren James Lafferty. Nathan er sønnen som Dan tog sig af, selvom hans forhold til begge sine forældre er anstrengt. Nathan gifter sig med Haley i sæson 1, de fornyer deres ægteskabsløfte i sæson 3 og Nathan bliver senere far til "Jamie" Scott i sæson 4. I sæson 1 er han og Lucas til at begynde med fjender, men i løbet af sæsonen slutter de fred. Nathan er stjernespiller på basketballholdet Tree Hill Ravens, og bliver udnævnt til den "Mest værdifulde Spiller" i sæson 4. Basketball har altid været Nathans største interesse, og han ser det som sin "vej ud", men i sæson 5 bliver han efter et slagsmål lammet, og hans drømme går i stykker – han får dog senere følelsen tilbage i sine ben, og begynder langsomt at gøre et comeback indenfor basketball.
Peyton Sawyer spilles af skuespillerinden Hilarie Burton. Peytons to største interesser i livet er musik og kunst; hun er ekspert i punk-genren og bruger sin kunst til at udtrykke sig om de problemer der sker omkring hende. Brooke Davis er hendes bedste ven, mens hun også har Haley at snakke med. I sæson 2 finder hun ud af at hun er adopteres. Hun har aldrig mødt sin biologiske far, men hun har dog mødt hans søn, hendes egen halvbror Derek. Efter at have lært sin rigtige mor, Ellie, når hun at bruge lidt tid med hende inden hun dør af brystkræft. I sæson 4 beslutter Peyton sig for at følge sine følelser for Lucas, og de to indleder et forhold. Dette forhold er sluttet et sted mellem sæson 4 og 5, og i sæson 5 arbejder den enlige Peyton for et pladeselskab i Los Angeles. Hun og Brooke beslutter sig for at vende tilbage til Tree Hill, hvor hun stifter sit eget pladeselskab, Red Bedroom Records, og slås igen med sine følelser for Lucas.
Haley James Scott spilles af skuespillerinden Bethany Joy Galeotti. Haley er Lucas' bedste veninde, Nathans kone og Jamies mor. Hun er en meget intelligent kvinde med høje moralske standarder. Hun gifter sig med Nathan i sæson 1 og de fornyer deres ægteskabsløfte i sæson 3, mens hun i sæson 4 føder deres fælles søn, Jamie. I sæson 5 er hun udover rollen som mor og kone også lærerinde i engelsk på Tree Hill High, og planlægger også et musikalsk comeback. Hun er gode venner med Peyton, Brooke, Skills, Mouth og Lindsey. I sæson 5 forsøger hun hårdt at hjælpe med en besværlig studerende, Quentin. Haley havde et kort flirt med Chris Keller, hvilket gjorde Nathan vred, men de to fik senere deres forhold igen. Haley er ikke særlig god til sport, hvilket kan ses i at hun næsten dumpede i idræt i sæson 1.
Brooke Davis spilles af skuespillerinden Sophia Bush. Brooke er kaptajn for cheerleaderne. Hun er Peytons bedste veninde gennem størstedelen af serien. Hun er et flirtende festmenneske, og har datet Lucas to gange, dog uden at forholdet fungerede. I sæson 3 stifter hun sit eget tøjfirma, "Clothes Over Bro's". I sæson 5 har Brooke gjort Clothes Over Bro's meget kendt, men på trods af hendes succes er hun utilfreds med sit privatliv, så hun og Peyton vender tilbage til Tree Hill hvor Brooke omdanner den nu lukkede Karen's Café til en Clothes Over Bro's-butik. Hun afslører derefter sit ønske om at få et barn, og passer på Baby Angie, som er i USA for at få en hjerteoperation. Brooke er knust da Angie senere skal vende tilbage til sit hjemland. Samtidig kæmper Brooke også en krig med hendes dominerende mor, der ivrigt prøver at overtage firmaet "Clothes Over Bro's", eftersom hun nærmest er PR for firmaet. Brooke ender dog i slutningen af sæson 5 med, at fyre Victoria samtidig med at hun frasiger sig titlen som Victorias datter. Det bliver dog ved med at, se rimelig sort ud for Brooke for allerede i de første episode af sæson 6, bliver Brooke røvet i hende butik samtidig med at, hun bliver tæsket meget voldsomt.
I det hele taget er Brooke meget karakteren i "One Tree Hill" der ofte mister det hun elsker mest. Dog er hun stadig elsket af, sine venner som er hendes nærmeste familie. Brooke er blandt andet gudmor til Jamie (Haley og Nathans barn).
Dan Scott spilles af skuespilleren Paul Johansson. Dan er en tidligere stor basketballspiller, som er far til både Nathan og Lucas, selvom han aldrig har villet have noget at gøre med Lucas. Efter hans ægteskab med Deb går i stykker, og hun og Nathan forsøger at slippe af med ham, viser Dan sig fra sin onde side. Da Dan efterfølgende finder Deb i seng med sin bror, Keith, begynder der en krig mellem de to brødre – en krig der ender med at Dan skyder og dræber Keith i sæson 3, da han tror at Keith havde sat ild til Dans bilfirma. Efter at have opdaget at det i virkeligheden var Deb som stod bag branden, forsøger Dan at gøre det godt igen ved at hjælpe Karen gennem sin graviditet, og prøver at begynde et nyt liv. Efter Lucas opdager at han er Keiths morder bliver han dog smidt i fængsel. Fire år senere bliver han prøveløsladt og forsøger at rette op på sit forhold til sin familie, fordi han er døende af HCM – den samme hjertesygdom som Lucas lider af. I sæsonens afslutning køres han ned af en bil få øjeblikke før hans bipper informerer om at han er klar til sin hjertetransplantation.
Træner Brian "Whitey" Durham spilles af skuespilleren Barry Corbin. Whitey er Tree Hill Ravens' træner gennem 35 år, og som går på pension i sæson 4. Han og Dan har ofte diskuteret over deres forskellige meninger om holdet. Whitey sørger over hans kone Camillas død, og over at han ikke brugte mere tid med hende mens hun var i live. Han trækker sig tilbage efter Tree Hill Ravens endelig vinder det store State Championship i sæson 4, men tager senere et arbejde som coach i et college tre timer fra Tree Hill, så Nathan får muligheden for at spille college basketball.
Keith Scott spilles af skuespilleren Craig Sheffer. Keith er Dans ældre, venligere bror. Efter Dan valgte Deb i stedet for Karen, hjalp Keith Karen med at opdrage Lucas (og virkede som en stedfar for ham). Han blev forelsket i hende, men de fandt først sammen i sæson 3. Han havde et permanent alkoholproblem og et krigslignende forhold til sin bror, hvilket blandt andet førte til at Keith gik i seng med Deb, og Dan efterfølgende betalte Jules for at forføre Keith og derefter forlade ham, for at få hævn. Da Dan troede at det var Keith som havde forsøgt at brænde ham inde ved at sætte ild til hans bilfirma, skød og dræbte han Keith efter et urelateret gidseldrama på Tree Hill High. Efter Keiths død, har Karen født hans datter, Lily. Keith har hjemsøgt Dan både som teenager og som voksent spøgelse, men tilgiver ham senere for det han har gjort. Han har vejledt sine nevøer som en form for skytsengel gennem sæson 4.
Karen Roe spilles af skuespillerinden Moira Kelly. Karen er Lucas' mor. Dan forlod hende, efter hun i High School blev gravid med deres fælles barn Lucas. Hun har derfor opdraget Lucas alene, dog med hjælp fra Dans bror Keith. Karen bryder sammen efter Keiths død i sæson 3. I sæson 4 begynder hun at nærme sig Dan indtil hun finder ud af at det var ham som dræbte Keith. Hun har også født Keiths datter, som hun har døbt Lily Roe Scott. I sæson 5 rejser Karen verden rundt med Lily, og da hun vender tilbage til Lucas' bryllup er det i selskab med Andy Hargrove.

### Prominente biroller
Rachel Gatina spilles af skuespillerinden Danneel Harris. Rachel flytter til Tree Hill i sæson 3. Efter at komme med på cheerleaderholdet bliver hun straks uvenner med Brooke da hun lægger an på Lucas, selvom Brooke og Rachel dog senere bliver venner. Rachel kommer tæt på Mouth, men dropper ham til fordel for Nathans onkel Cooper, som til gengæld dropper hende da han finder ud af at hun har løjet om sin alder. Efter Nathan og Haleys bryllup kører Cooper og Rachel galt i limousinen, og den kører i vandet. Nathan redder Rachel og hun bliver forelsket i ham, men stopper dog da hun opdager at Haley er gravid. Rachel tager skylden for den infinitesimalregningsopgave som hun stjal sammen med Brooke, og for at beskytte sin nye veninde bliver hun til gengæld bortvist fra skolen. I sæson 5 er Rachel en tidligere medarbejder i en af Brookes butikker, er blevet heroinafhængig og tager en overdosis efter at være blevet fyret af sin veninde. Brooke tager Rachel med tilbage til Tree Hill for at forsøge at få hende tilbage på rette spor, men Rachel stjæler Brookes penge og stikker af efter et skænderi med Victoria.
Marvin "Mouth" McFadden spilles af skuespilleren Lee Norris. Mouth er en af Lucas' gamle venner. Han er relativt uheldig hvad angår kærlighed, da han er offer for Brooke's ugengældte kærlighed i sæson 2, bliver droppet af Erica efter hun bliver populær, og falder for Rachel blot for at blive skubbet væk til fordel for den meget ældre Cooper. GiGi, hans med-sportskommentator, har også slået op med ham efter de blot var kommet sammen i et par uger, og Shelly Simon forlader ham efter hun bliver den første person han har samleje med. I sæson 5 har han et kort flirt med sin chef Alice, før han endelig slår sig ned med Millicent. Mouth bliver endelig professionel sportskommentator i sæson 5 efter at have kommenteret på Tree Hill Ravens' spil igennem hele sin tid i High School, men han siger dog sit job op i sæsonens afslutning.
Deb Scott spilles af skuespillerinden Barbara Alyn Woods. Deb er Dans neurotiske ekskone og Nathans mor. Efter at have været gift med Dan i 17 år forlader hun ham i sæson 3, og hendes had til ham fører til at hun på et tidspunkt forsøger at slå ham ihjel ved at sætte ild til hans bilfirma. Deb kæmper med en pilleafhængighed i sæson 2 og igen i sæson 4, men bliver til sidst endelig afvænnet. I sæson 5 vender hun efter at have været helt ude af serien i en periode tilbage som Jamies barnepige, og indleder et overraskende og hemmeligt seksuelt forhold med Skills.
James "Jamie" Scott spilles af skuespilleren Jackson Brundage. Jamie er Nathan og Haleys søn, som blev født i slutningen af sæson 4. I den femte sæson er han fire år gammel og er det store opmærksomhedsemne både for hans forældre, gudforældrene Lucas og Brooke og resten af hans forældres venner. Han bliver kidnappet af hans tidligere barnepige Carrie i seriens 100. episode, og efter at være blevet reddet af Dan beslutter Jamie sig for at lære sin bedstefar at kende – på trods af at hans forældre ikke bryder sig om det.
Antwon "Skills" Taylor spilles af skuespilleren Antwon Tanner. Skills er en af Lucas' gamle venner. Han indtager en mere central rolle i sæson 4, da han overtager Lucas' rolle på Tree Hill Ravens-holdet efter Lucas selv er blevet cheftræner. I sæson 5 bliver han assistenttræner for holdet, og bor sammen med Mouth, Junk og Fergie. Han og hans High School-kæreste Bevin Mirskey er ikke længere sammen i sæson 5, og Skills begynder overraskende et seksuelt forhold med Deb efter de har mødt hinanden online.

## Sæsoner
One Tree Hill indeholder indtil videre otte sæsoner bestående af foreløbig 163 afsnit, men der er planlagt yderligere elleve afsnit. Serien har kørt i perioden 23. september 2003 – 7. december 2010 og vil fortsætte i USA med den resten af 8. sæson den 25. januar 2011.
Seriens mest populære sæson er den anden sæson, der fik seertallet op på 4,3 millioner. Serien rykkede derved op på nummer 117 på listen over mest sete tv-serier i USA. Til sammenligning lå tv-serien Lost som nummer 14 med et seertal på 16 millioner.
Serien handler om de to halvbrødre Lucas og Nathan Scott, og deres liv i den fiktive by "Tree Hill" i North Carolina. I første sæson er halvbrødrene i gang med deres andet år på gymnasiet. Lucas er ikke særlig populær, hvorimod Nathan får masser af opmærksomhed via sin rolle som skolens basketballtalent. Efter træneren Whitey Durham sætter Lucas på holdet, ændrer tingene sig dog – der bliver konkurrence mellem de to brødre, da de begge to har et særligt talent for basketball. Konkurrencen imellem Lucas og Nathan kommer til at involvere mange andre personer, deriblandt Nathans kæreste Peyton Sawyer og hendes bedste veninde Brooke Davis. Også Lucas' bedste veninde Haley James Scott, hans mor Karen Roe, og drengenes fælles far Dan Scott involveres.

### Sæson 1
Sæson 1 består af 22 afsnit. Den blev sendt i USA på The WB i perioden 23. september 2003 – 11. maj 2004, og i Danmark på TV3 i perioden 30. november 2004 – 6. juni 2006.
Tree Hill er en lille by i North Carolina. I byen lever halvbrødrene Lucas og Nathan Scott. De omgås ikke eftersom deres fælles far Dan Scott i high school stak af fra Lucas' daværende gravide mor, Karen Roe, til fordel for Nathans mor Deb Lee.
Halvbrødrene lever hver deres liv, men bliver tvunget sammen da Lucas får plads på basketballholdet Tree Hill Ravens, hvor Nathan er anfører. Det skaber problemer, da Nathan føler sig truet og Dan presser ham til at skade Lucas for at få ham sat af holdet. Lucas giver sig dog ikke og ender med at vinde over Nathan i en en-mod-en-konkurrence. Herefter går Nathan i stedet efter Lucas' ømme punkt, hans bedste ven Haley James. Nathan får arrangeret, så Haley bliver hans tutor, i starten for at ramme Lucas, men med tiden bliver de begge forelsket i hinanden. Peyton Sawyer, Nathans kæreste, slår op med Nathan, da han ikke opfører sig ordentligt, hverken over for hende eller Lucas. Hun og Lucas begynder senere et forhold. Peytons veninde Brooke Davis er festgal og skolens mest populære pige. Hun bliver også vild med Lucas, og der opstår splid imellem de to veninder. Lucas' og Nathans holdkammerat, Jake Jagielski får et barn. Da barnets mor, Nikki, prøver at overtage forældremyndigheden over barnet, stikker Jake af, og dukker først op igen i anden sæson.

### Sæson 2
Sæson 2 består af 23 afsnit. Den blev sendt i USA på The WB i perioden 21. september 2004 – 24. maj 2005, og i Danmark på TV3 i perioden 7. juni 2006 – 7. juli 2006. Der er fire centrale nye roller, der spilles af Daniella Alonso, Michael Copon, Tyler Hilton og Katherine Bailess.
To søskende, Anna og Felix Taggaro, flytter til byen. Anna er usikker på sin seksualitet, og begynder at komme sammen med Lucas. Felix er den overbeskyttende storebror, og spiller hård over for Lucas. Samtidig begynder han i hemmelighed at komme sammen med Brooke. Brooke stiller også op som elevrådsformand imod den forhenværende formand Erica Marsh. Nathan og Haley er blevet gift, men deres ægteskab går ikke særlig godt. Især ikke efter, musikeren Chris Keller vil have Haley til at tage på turné sammen med ham. Efter Jake vender tilbage, begynder han og Peyton at date hinanden, og lever som en familie sammen med Jakes datter. Moderen til Jakes datter, Nikki, opdager sidst i sæsonen hvor Jake gemmer sig, og for ham sat i fængsel fordi han ikke vil aflevere datteren til hende.

### Sæson 3
Sæson 3 består af 22 afsnit. Den blev sendt i USA på The WB i perioden 5. oktober 2005 – 3. maj 2006, og i Danmark på TV3 i perioden 10. juli 2006 – 8. august 2006. I denne sæson optræder tre nye roller, som spilles af Danneel Harris, Sheryl Lee og Michael Trucco.
Haley vender tilbage til Tree Hill efter sin turné med Chris Keller. Hun prøver at vinde Nathan tilbage, men han har problemer med at stole på hende. Peyton møder sin kræftsyge biologiske mor Ellie, og når at tilbringe noget tid med hende inden hun dør. Brooke og Lucas kæmper hårdt for deres forhold, og det bliver ikke mindre kompliceret af, at Chris Keller kommer tilbage til byen og går i seng med Brooke. Straks Keith er kommet tilbage til byen efter bruddet med Jules i sæson to, indblandes han i et skuddrama på skolen, hvor han bliver slået ihjel af Dan. En ny pige, Rachel Gatina, starter på skolen. Hun overtager Brookes plads som den festgale, og skaber splid i alle folks forhold. Hun bliver dog forelsket i Nathans onkel Cooper, og sæsonfinalen ender med en cliffhanger, hvor to biler kører galt og den ene ryger i floden.

### Sæson 4
Sæson 4 består af 21 afsnit. Dette var den første sæson, som blev sendt på den nye CW-kanal. Den blev sendt i perioden 27. september 2006 – 13. juni 2007, og i Danmark, på TV3 i perioden 20. maj 2007 – 14. oktober 2007.
I sæson 4 er personerne fra Tree Hill i gang med anden halvdel af deres sidste år på gymnasiet. Brooke slår op med Lucas efter at Peyton har fortalt Brooke om sin kærlighed til ham, og dette resulterer også i at Brooke stopper sit venskab med Peyton. Brooke bliver nu gode veninder med Rachel og flytter ind hos hende. Peyton forsøger forgæves at lave noget med Lucas, men bliver distraheret da hun finder ud af, at hun har en halvbror, Derek. En forfølger ved navn Ian lader som om han er Derek og kommer tæt ind på Peyton. Han forsøger til sidst i sæsonen at slå hende ihjel. Lucas begynder efter en ulykke at tænke over hvem der rigtig slog Keith ihjel, samtidig begynder han at skrive en bog. Efter Haley er blevet gravid forsøger Nathan at finde et job så han kan hjælpe med at forsørge deres barn. Han kommer på tværs af en gangster, og det resulterer i at han med vilje ikke spiller sit bedste i nogle basketkampe og at Haley bliver kørt ned. Til sidst i sæsonen føder hun deres barn, en dreng der døbes James Lucas Scott. Dan prøver at opføre sig pænt, og hjælper Karen igennem hendes graviditet. Efter Karen har født sit og Keiths barn, Lilly, melder Dan sig selv og kommer i fængsel.

### Sæson 5
Sæson 5 består af 18 afsnit. Den blev sendt i USA på The CW i perioden 8. januar 2008 – 19. maj 2008, og i Danmark i perioden 1. juni 2008 – 28. september 2008. Der er tilføjet fem nye centrale roller. De spilles af Kevin Federline, Kate Voegele, Daphne Zuniga, Torrey DeVitto og barnestjernen Jackson Brundage.
I sæson 5 af One Tree Hill møder man personerne fire år efter de gik ud af gymnasiet. Lucas har gået på universitetet og arbejdet som assistent for Whitey. Efter universitetet er han blevet træner for Tree Hill Ravens, samtidig med at arbejder som forfatter. Peyton har arbejdet i Los Angeles hos et pladeselskab. Brooke har stor succes med sit tøjfirma Clothes Over Bro's. Nathan er blevet alkoholiker efter at have fået en alvorlig skade i benet, som resulterede i at han nu sidder i kørestol. Haley er blevet lærer på Tree Hill High School, men hun har det svært både med Nathans drikkeri og med sit nye job. Mouth er arbejdsløs, men prøver at få job som sportsjournalist. Skills træner som assistenttræner Tree Hill Ravens sammen med Lucas. Dan sidder i fængsel for mordet på sin bror, Keith, i sæson tre. Lille James er blevet fire år, og spilles af Jackson Brundage i denne sæson. De drager alle hjem til Tree Hill, som de lovede for fire år siden at de ville. De har alle sammen haft en hård start på deres "voksenliv", og det går heller ikke godt da de igen begynder deres liv i Tree Hill.

### Sæson 6
Sæson 6 består af 24 afsnit. Den blev sendt i USA på The CW i perioden 1. september 2008 – 18. maj 2009. Sæsonen begyndte i Danmark den 17. maj 2009. I denne sæson indtræder to nye centrale roller. Austin Nichols spiller Julian, Peytons ekskæreste og Ashley Rickards som Sam, en butikstyv som ender i pleje hos Brooke.
I sæson 6 vil Tree Hills personer indse at det ikke er så let at blive voksen som man tror. Sæsonen vil omhandler temaer som kærlighed, længsel og tab i og med forhold begynder og slutter.
Efter at været blevet efterladt ved alteret, beslutter Lucas at give kærligheden en ny chance, og frier til sin drømmepige. Mens hans anden bog bliver publiceret, må Lucas finde en balance mellem sin fremtid som kommende mand og sin karriere som forfatter. Peyton møder nogen med forbindelse til hendes mor, og lærer noget om hendes fortid. Brooke opdager en smertefuld sandhed, mens hun kæmper mod Victoria omkring fremtiden for Clothes Over Bros, men hvor langt vil Victoria gå og vil firmaet overlever mor-datter fejden? Nathan og Haley nyder at opdrage deres søn Jamie og forfølger begge deres drømme som henholdsvis basketball spiller og professionel musiker. Men vil deres personlige mål skille deres familie fra hinanden? Mouth træffer en svær beslutning omkring et jobtilbud som måske vil tage ham væk fra Millicent og sit liv i Tree Hill. Mens Skills træner Ravens basketballhold og Deb træder ind som Jamies barnepige, må de beslutte om de er klar til afsløre deres forhold, eller om det er lettere at afslutte det. Efter at blive klemt af en bil, hænger Dans liv igen i en tynd tråd.

### Sæson 7
Der er gået et år, siden Lucas og Peyton rejste fra Tree Hill. En skandale truer Nathans karriere i NBA; Hayley tager igen på landevejen, men kommer ud for en familietragedie, der i en periode giver hende en depression at kæmpe med. Rachel og Dan vender tilbage til Tree Hill, og Brooke hyrer en ny model (Alex) til "Clothes over Bros", som kommer til at true hendes forhold til Julian samt Mouth og Millicents (denne bliver model, men lider af alvorlig mangel på selvtillid). De nytilkomne Clay og Quinn slår sig ned i Tree Hill og falder snart for hinanden, men oplever snart deres eget drama med Katie indblandet. Mens den gamle kærlighed mellem Mia og Chase ser ud til at være i krise, opstår et nyt forhold mellem Miranda og Grubbs, og Victoria og Alexander beslutter af udvide deres forhold fra det professionelle plan til det personlige.

## Produktion
Oprindeligt havde Mark Schwahn tænkt sig at One Tree Hill skulle være en spillefilm med titlen Ravens. En af hans venner fortalte ham at det ville være bedre med en tv-serie. Han gik og tænkte over ideen og rådet af en af The WB's chefer redigerede han filmen om til en tv-serie.
Tree Hill er en opdigtet by, navngivet efter sangen "One Tree Hill" af U2. Serien har intet at gøre med One Tree Hill, en høj på New Zealand, hvor der oprindeligt stod et enkelt træ. Nu er træet fældet, men stedet kaldes stadigvæk One Tree Hill. Schwahn navngav byen Tree Hill, fordi han sad og lyttede til albummet The Joshua Tree af U2 mens han skrev på serien.
Som nævnt ovenfor skulle filmen, og dermed serien, oprindeligt have heddet Ravens, men man mente det var for sportsligt et navn, og da deres førende konkurrent var Gilmore Girls, som for det meste havde kvindelige seere, ville det være bedre at ændre navnet så det appellerede til et bredere publikum.
I seriens første tid spurgte fans Schwahn hvorfor serien hed One Tree Hill, når byen deri blot hed Tree Hill. Spørgsmålet blev besvaret, da Karen i episode 1.22 fortæller Lucas: "There is only one Tree Hill – and it's your home". One Tree Hill er også Tree Hill High's adresse. Skuespillerinde Moira Kelly blev gravid under sæson et, og derfor blev man nødt til at fjerne hende fra serien. Hendes figur Karen Roe blev derfor sendt på kokkeskole. I første sæson, hvor James Lafferty spiller rollen som den ret umodne Nathan Scott, blev produktionsholdet nødt til at klistre en piercing i hans venstre brystvorte hver gang han lavede en scene uden trøje på for at virke lidt rå, da Lafferty ikke har nogen piercing i virkeligheden.

### Musik
Musikken spiller en stor rolle både i handlingen og igennem scenernes udvikling i hver enkel episode. I slutningen af hver episode sættes flere forskellige scener, der ikke har noget med hinanden at gøre, sammen, og musikken hjælper med at få en særlig stemning ud af scener der tilsyneladende ikke er forbundet. Mange af afsnittene i One Tree Hill er navngivet efter sange.
Serien har en lang liste med musikere, der har medvirket i serien: Gavin DeGraw, Sheryl Crow, Michelle Branch, Kelly Clarkson, The Wreckers, Jimmy Eat World, La Rocca, Fall Out Boy, Nada Surf, Jack's Mannequin, Michelle Featherstone, Lupe Fiasco og Within Reason har alle været med. I sæson 5 spiller Kate Voegele en vigtig rolle som Mia Catallano, The Honorary Title og Kevin Federline i en anden vigtig rolle som Jason. Bethany Joy Galeotti, som spiller Haley James Scott, Bryan Greenberg, som spiller Jake Jagielski og Tyler Hilton, som spiller Chris Keller har også optrådt i serien. Fall Out Boy's Pete Wentz var med i en episode hvor han spillede en kærlighedsinteresse over for Peyton – efter han havde spillet med bandet som sig selv. Andre kendte bands, hvis sange har været med i serien er: Angels & Airwaves, Mclusky, Snow Patrol, Keane, Starsailor, Travis, Dashboard Confessional, Led Zeppelin, The Cure, Switchfoot og Foo Fighters. Komponisterne Mark Snow og John Nordstrom har begge komponeret musikken til One Tree Hill. Snow komponeret musikken til de første to sæson, mens Nordstrom komponerede musikken til sæson 3 og 4.
Serien har udgivet tre soundtrack-albums: One Tree Hill - Music From The WB Television Series, Vol. 1, Friends with Benefit: Music from the Television Series One Tree Hill, Volume 2 og The Road Mix: Music from the Television Series One Tree Hill, Volume 3. Overskuddet fra salget af det andet album går til National Breast Cancer Foundation, og man satte en lille handling ind med brystkræft i serien. Den 13. november 2008 udgav iTunes et soundtrack med navnet "Music From One Tree Hill" (Musik fra One Tree Hill) som indeholder sange fra den sjette sæson.
Mark Schwahn har afsløret at han navngiver hver episode efter en bestemt sang, som har noget tilfælles med det tema episoden har. For eksempel er episode 1.02 ("The Places You Have Come to Fear the Most"), navngivet efter en Dashboard Confessional-sang af samme navn. I dette afsnit indser Lucas at basketball, som før havde været hans sikre sted, nu er det sted han frygter mest efter at være kommet med på Tree Hill Ravens-holdet.

## Modtagelse

### Seertal
| Sæson   | Periode (USA)                      | Periode (Danmark)                 | Seertal             | Placering (USA) |
| Sæson 1 | 23. september 2003 – 11. maj 2004  | 30. november 2004 – 6. juni 2006  | 3,5 millioner (USA) | Nr. 173         |
| Sæson 2 | 21. september 2004 – 24. maj 2005  | 7. juni 2006 – 7. juli 2006       | 4,3 millioner (USA) | Nr. 117         |
| Sæson 3 | 5. oktober 2005 – 3. maj 2006      | 10. juli 2006 – 8. august 2006    | 2,8 millioner (USA) | Nr. 139         |
| Sæson 4 | 27. september 2006 – 13. juni 2007 | 20. maj 2007 – 14. oktober 2007   | 2,9 millioner (USA) | Nr. 136         |
| Sæson 5 | 8. januar 2008 – 19. maj 2008      | 1. juni 2008 – 28. september 2008 | 3,3 millioner (USA) | Nr. 184         |
| Sæson 6 | 1. september 2008 – 18. maj 2009   | 17. maj 2009 – Endnu ukendt       | 2,8 millioner (USA) | Nr. 170         |
| Sæson 7 | 31. august 2009 – maj 2010         | ?                                 | ?                   | ?               |

I sæson 3 flyttede The WB serien fra tirsdag til onsdag, hvilket resulterede i et fald i seertal. Episoden "With Tired Eyes, Tired Minds, Tired Souls, We Slept", som havde to tragiske dødsfald, blev sendt 1. marts 2006, og trak seertallet op på 2,5 millioner – hvilket var det højeste i sæson 3. 3. maj 2006 fik sæsonfinalen 2,3 millioner seere, hvoraf 1,4 var voksne (18-49 år). Dette var seriens største seertal i hele sæson 3, med undtagelse af afsnittet 1. marts.
Da det blev bekendtgjort at the WB slog sig sammen med UPN for at skabe netværket The CW kom der rygter om, at serien ville blive stoppet. Rygterne begyndte, da The CW's ledere meddelte, at kun de bedste serier fra begge netværk ville blive sendt om efteråret. The WB meddelte, at der ikke var tale om nogen annullering, da de støttede serien 100 procent.
The CW's program blev officielt udgivet 18. maj 2006, hvor det blev meddelt at One Tree Hill stadig ville blive sendt om onsdagen, men på et senere tidspunkt. Filmoptagelserne startede 20. juli 2006, og sæsonpremieren var 27. september 2006. Sæsonpremieren fik et seertal på 2,5 millioner, hvilket var det samme som sæson 3's højeste seertal. Fjerde sæsons havde den fordel at det populære program America's Next Top Model blev sendt lige før, især da der var stor konkurrence fra de andre netværk. Niende episode i sæson 4, "Some You Give Away", hvor to af hovedpersonerne ender i en livstruende cliffhanger, havde 4,2 millioner seere, hvilket var det højeste antal siden sæson 2.
The CW bekendtgjorde i marts 2008 at One Tree Hill vil vende tilbage med en sjette sæson. I en pressemeddelelse i maj meddelte The CW at serien ville blive ved med at køre mandag aften klokken 21, efter Gossip Girls, og vil have premiere 1. september 2008.